# Třtice
Třtice é uma comuna checa localizada na região da Boêmia Central, distrito de Rakovník.